# Enalosalda
Enalosalda is een geslacht van wantsen uit de familie van de Saldidae (Oeverwantsen). Het geslacht werd voor het eerst wetenschappelijk beschreven door J. Polhemus in 1969.

## Soorten
Het genus is monotypisch en bevat alleen de volgende soort:

- Enalosalda mexicana (Van Duzee, 1923)